# ارمنی تپه‌سی
ارمنی تپه‌سی مربوط به هزاره ۴ قم است و در بناب، منطقه آغاجری واقع شده و این اثر در تاریخ ۲۵ اسفند ۱۳۷۹ با شمارهٔ ثبت ۳۳۱۶ به‌عنوان یکی از آثار ملی ایران به ثبت رسیده‌است.